# آمازوناس (ایالت ونزوئلا)
ایالت آمازوناس (به اسپانیایی: Estado Amazonas) یکی از ایالت‌های ۲۳گانهٔ ونزوئلا است که در بخش جنوبی این کشور واقع شده‌است.
پایتخت این ایالت، شهر پورتو آیاکوچو است.

## مساحت
آمازوناس با ۱۸۰٬۱۴۵ کیلومتر مربع وسعت، ۱۹٫۳۸ درصد از مساحت کل ونزوئلا را به خود اختصاص داده و از این لحاظ، دومین ایالت این کشور محسوب می‌شود.

## جمعیت
جمعیت آمازوناس در سال ۲۰۰۷ بالغ بر ۱۴۲٬۲۰۰ نفر برآورد شده که ۰٫۳ درصد از جمعیت کل کشور را شامل می‌شود. این ایالت از این جهت، کم‌جمعیت‌ترین ایالت ونزوئلا به‌شمار می‌رود.

## سیاست
«لیبوریو گوآرولا» از سال ۲۰۰۵ تا سال ۲۰۰۹ میلادی، سمت فرمانداری این ایالت را برعهده گرفته‌است.

## سایر مشخصات
آمازوناس در سال ۱۹۹۴ تأسیس شده و از لحاظ ناحیهٔ زمانی، ۴ ساعت و ۳۰ دقیقه با گرینویچ اختلاف دارد.